# Andropogon durifolius
Andropogon durifolius är en gräsart som beskrevs av Stephen Andrew Renvoize. Andropogon durifolius ingår i släktet Andropogon och familjen gräs. Inga underarter finns listade i Catalogue of Life.